# 1993-as Formula–1 kanadai nagydíj
A kanadai nagydíj volt az 1993-as Formula–1 világbajnokság hetedik futama.

## Futam
Kanadában a Williamsek indultak a Benettonok és a Ferrarik előtt. Prost szerezte meg a pole-t Hill, Schumacher, Patrese, Berger és Alesi előtt.
A rajt után Hill vette át a vezetést Prost előtt, míg a rosszul rajtoló Benettonokat Berger és Senna is megelőzte. A brazil a 2. körben megelőzte Bergert a harmadik helyért, míg Prost átvette a vezetést Hilltől. Ezt követően Schumacher is megelőzte Bergert, akit Patrese követett öt körrel később. Hill boxkiállása során probléma akadt, Senna és Schumacher mögé esett vissza. Senna motorja elektronikai hiba megállt és a brazil kiesett. Prost győzött Schumacher, Hill és Berger előtt.
| Helyezés | #  | Versenyző            | Csapat/Motor          | Körök | Idő/Kiesés oka  | Rajthely | Pontszám |
| -------- | -- | -------------------- | --------------------- | ----- | --------------- | -------- | -------- |
| 1        | 2  | Alain Prost          | Williams-Renault      | 69    | 1:36:41,822     | 1        | 10       |
| 2        | 5  | Michael Schumacher   | Benetton-Ford         | 69    | +14,527         | 3        | 6        |
| 3        | 0  | Damon Hill           | Williams-Renault      | 69    | +52,685         | 2        | 4        |
| 4        | 28 | Gerhard Berger       | Ferrari               | 68    | +1 kör          | 5        | 3        |
| 5        | 25 | Martin Brundle       | Ligier-Renault        | 68    | +1 kör          | 7        | 2        |
| 6        | 29 | Karl Wendlinger      | Sauber                | 68    | +1 kör          | 9        | 1        |
| 7        | 30 | Jyrki Järvilehto     | Sauber                | 68    | +1 kör          | 11       |          |
| 8        | 20 | Érik Comas           | Larrousse-Lamborghini | 68    | +1 kör          | 13       |          |
| 9        | 23 | Christian Fittipaldi | Minardi-Ford          | 67    | +2 kör          | 17       |          |
| 10       | 12 | Johnny Herbert       | Lotus-Ford            | 67    | +2 kör          | 20       |          |
| 11       | 11 | Alessandro Zanardi   | Lotus-Ford            | 67    | +2 kör          | 21       |          |
| 12       | 15 | Thierry Boutsen      | Jordan-Hart           | 67    | +2 kör          | 24       |          |
| 13       | 10 | Szuzuki Aguri        | Footwork-Mugen-Honda  | 66    | +3 kör          | 16       |          |
| 14       | 7  | Michael Andretti     | McLaren-Ford          | 66    | +3 kör          | 12       |          |
| 15       | 22 | Luca Badoer          | Lola-Ferrari          | 65    | +4 kör          | 25       |          |
| 16       | 9  | Derek Warwick        | Footwork-Mugen-Honda  | 65    | +4 kör          | 18       |          |
| 17       | 3  | Katajama Ukjó        | Tyrrell-Yamaha        | 64    | +5 kör          | 22       |          |
| 18       | 8  | Ayrton Senna         | McLaren-Ford          | 62    | Elektronika     | 8        |          |
| Kiesett  | 6  | Riccardo Patrese     | Benetton-Ford         | 52    | Fizikai állapot | 4        |          |
| Kiesett  | 4  | Andrea de Cesaris    | Tyrrell-Yamaha        | 45    | Kicsúszás       | 19       |          |
| Kiesett  | 24 | Fabrizio Barbazza    | Minardi-Ford          | 33    | Váltó           | 23       |          |
| Kiesett  | 27 | Jean Alesi           | Ferrari               | 33    | Motorhiba       | 6        |          |
| Kiesett  | 26 | Mark Blundell        | Ligier-Renault        | 13    | Kicsúszás       | 10       |          |
| Kiesett  | 14 | Rubens Barrichello   | Jordan-Hart           | 10    | Elektronika     | 14       |          |
| Kiesett  | 19 | Philippe Alliot      | Larrousse-Lamborghini | 8     | Motorhiba       | 15       |          |
| NK       | 21 | Michele Alboreto     | Lola-Ferrari          |       |                 |          |          |

## A világbajnokság élmezőnyének állása a verseny után
| H  | Versenyzők         | Pont | H  | Konstruktőrök    | Pont |
| -- | ------------------ | ---- | -- | ---------------- | ---- |
| 1. | Alain Prost        | 47   | 1. | Williams-Renault | 69   |
| 2. | Ayrton Senna       | 42   | 2. | McLaren-Ford     | 44   |
| 3. | Damon Hill         | 22   | 3. | Benetton-Ford    | 25   |
| 4. | Michael Schumacher | 20   | 4. | Ligier-Renault   | 13   |
| 5. | Martin Brundle     | 7    | 5. | Ferrari          | 9    |

## Statisztikák
Vezető helyen:
- Damon Hill: 5 (1-5)
- Alain Prost: 64 (6-69)

Alain Prost 48. (R) győzelme, 27. pole-pozíciója, Michael Schumacher 5. leggyorsabb köre.
- Williams 65. győzelme.